# Лосев, Фёдор Фёдорович
Фёдор Фёдорович Лосев (род. 10 июля 1960, Аварийный, Тульская область) — советский и российский врач, доктор медицинских наук, профессор, директор Центрального НИИ стоматологии и челюстно-лицевой хирургии, заведующий кафедрой ортопедической стоматологии в Московском областном научно-исследовательском клиническом институте имени М. Ф. Владимирского, удостоен почётного звания Заслуженного деятеля науки РФ, является одним из основателей дентальной стоматологической имплантации.Избран членом-корреспондентом РАН 29 мая 2025 года. ..

## Биография
В 1983 году получил специальность по квалификации врач-стоматолог-ортопед, врач-стоматолог-хирург в Московском медицинском стоматологическом институте (ММСИ). С 1989 по 1991 год проходил клиническую ординатуру по ортопедической стоматологии в Московском медицинском стоматологическом институте. С 1991 по 1994 учился в аспирантуре на кафедре ортопедической стоматологии. С 1994 года — кандидат медицинских наук, диссертацию защитил в Центральном НИИ стоматологии. В 2000 году присвоена учёная степень — доктор медицинских наук.
С 1983 по 1986 год работал в Центральном НИИ стоматологии врачом-стоматологом, с 1986 по 1989 год — врачом-стоматологом-хирургом. С 1998 года — главный стоматолог в Медицинском управлении Управделами Президента Российской Федерации. С 2001 года профессор, заведующий кафедрой ортопедической стоматологии в Московском областном научно-исследовательском клиническом институте им. М. Ф. Владимирского. С 2016 года — Президент Московской областной Ассоциации стоматологов и челюстно-лицевых хирургов. С 2020 года — директор Центрального НИИ стоматологии и челюстно-лицевой хирургии.

## Научная деятельность
Проведённые Ф. Ф. Лосевым исследования сделали возможным разработку и внедрение в практику лечения стоматологических заболеваний новейшие методики диагностики. Три методики диагностики стоматологических заболеваний, разработанные Ф. Ф. Лосевым запатентованы, на них получены авторские свидетельства на изобретения. Автор четырёх патентов в области стоматологической имплантологии.

## Награды и звания
- Почетное звание «Заслуженный деятель науки Российской Федерации»
- Звание «Заслуженный стоматолог Российской Федерации»
- Премия Правительства РФ в области образования
- Премия Правительства РФ в области науки и техники[2]